# 게르하르트 겐첸
게르하르트 카를 에리히 겐첸(독일어: Gerhard Karl Erich Gentzen, 1909년 11월 24일 ~ 1945년 8월 4일)은 독일의 수리논리학자이다. 연역 체계를 발명하여 증명 이론에 큰 공헌을 하였으며 페아노 산술 체계의 일관성을 증명했다.

## 생애
1909년 11월 24일 독일 제국 그라이프스발트에서 태어났다. 괴팅겐 대학교에서 파울 베르나이스 밑에서 공부하였다. 그러나 나치 당이 집권하여 유대인이었던 베르나이스는 1933년 4월에 해고당한 이후에는 헤르만 바일이 겐첸의 공식적 지도 교수가 되었다.
겐첸은 1934년 발표한 "논리적 연역에 관한 연구(Untersuchungen über das logische Schließen)"에서 추론규칙을 이용하는 연역 체계인 자연 연역과 시퀀트 계산을 제시하였으며, 이 때 증명한 자름-제거 정리는 증명론의 여러 분야에 활용되고 있다. 또한 괴델의 불완전성 정리에 의해 불가능할 것으로 추측되던 페아노 산술의 일관성 증명을 초한 귀납법을 이용해 완성했다.
겐첸은 1933년 11월 나치 당 돌격대에 입대하였다. 그러나 그는 유대인이었던 폴 베르나이스와 아브라함 프렝켈과 서신을 주고받았기 때문에 당으로부터 경고받은 적도 있다. 1935년쯤 바일은 그를 미국으로 망명시키려고 시도했으나 실패하였다. 1935년 11월~1939년까지 겐첸은 괴팅겐 대학교에서 다비트 힐베르트의 조교로 있었다. 1943년에 당시 나치 독일 점령 하의 프라하 대학교의 교수가 되었고 또한 나치 독일 친위대의 V-2 로켓 계획에도 참여하였다.
2차 대전 종결기인 1945년 5월 나치 독일에 저항하는 프라하 봉기가 일어나자 겐첸은 대학의 동료들과 함께 체포되었다가 러시아군에게 넘겨졌다. 나치 활동 전력 때문에 감옥에 수감된 겐첸은 가혹한 대우를 받다가 1945년 8월 4일에 35세의 나이로 아사하였다.

## 저서
- “Über die Existenz unabhängiger Axiomensysteme zu unendlichen Satzsystemen”. 《Mathematische Annalen》 107 (2): 329–350. 1932. doi:10.1007/bf01448897. S2CID 119534269.
- “Untersuchungen über das logische Schließen. I”. 《Mathematische Zeitschrift》 39 (2): 176–210. 1935. doi:10.1007/bf01201353. S2CID 121546341.
- “Untersuchungen über das logische Schließen. II”. 《Mathematische Zeitschrift》 39 (3): 405–431. 1935. doi:10.1007/bf01201363. S2CID 186239837.
- “Die Widerspruchsfreiheit der Stufenlogik”. 《Mathematische Zeitschrift》 41: 357–366. 1936a. doi:10.1007/BF01180425. S2CID 122979277.
- “Die Widerspruchsfreiheit der reinen Zahlentheorie”. 《Mathematische Annalen》 112: 493–565. 1936b. doi:10.1007/BF01565428. S2CID 122719892.
- “Der Unendlichkeitsbegriff in der Mathematik. Vortrag, gehalten in Münster am 27. Juni 1936 am Institut von Heinrich Scholz” [Lecture held in Münster on 27 June 1936 at the institute of Heinrich Scholz]. 《Semester-Berichte Münster》 (독일어): 65–80. 1936–1937.
- “Unendlichkeitsbegriff und Widerspruchsfreiheit der Mathematik”. 《Actualités scientifiques et industrielles》 535: 201–205. 1937.
- “Die gegenwärtige Lage in der mathematischen Grundlagenforschung”. 《Deutsche Mathematik》 3: 255–268. 1938.[7]
- “Neue Fassung des Widerspruchsfreiheitsbeweises für die reine Zahlentheorie”. 《Forschungen zur Logik und zur Grundlegung der Exakten Wissenschaften》 4: 19–44. 1938.[7]
- “Beweisbarkeit und Unbeweisbarkeit von Anfangsfällen der transfiniten Induktion in der reinen Zahlentheorie”. 《Mathematische Annalen》 119: 140–161. 1943. doi:10.1007/BF01564760. S2CID 120335524.

## 같이 보기
- 버트런드 러셀

## 책 인용
- Folta, Jaroslav; Šišma, Pavel. “Gerhard Karl Erich Gentzen”. 《Department of Mathematics and Statistics of the Faculty of Science, Masaryk University》 (체코어). 2023년 11월 11일에 확인함.
- Menzler-Trott, Eckart (2001년 8월 1일). 《Gentzens Problem: Mathematische Logik im nationalsozialistischen Deutschland》 (독일어). Birkhäuser. doi:10.1007/978-3-0348-8325-2. ISBN 978-3-0348-9517-0. Zbl 0987.01018.
- Menzler-Trott, Eckart (2007년 11월 21일). 《Logic's Lost Genius: The Life of Gerhard Gentzen》. History of Mathematics 33. 번역 Griffor, Edward; Smorynski, Craig. American Mathematical Society. ISBN 978-0-8218-3550-0. — English translation of Menzler-Trott (2001).
- Rosser, J. Barkley (1939). “Review of Die gegenwärtige Lage in der mathematischen Grundlagenforschung. Neue Fassung des Widerspruchsfreiheitsbeweises für die reine Zahlentheorie by Gerhard Gentzen”. 《Bull. Amer. Math. Soc.》 45: 812–813. doi:10.1090/S0002-9904-1939-07067-5.
- Tydecks, Walter (2002). “Neuere Geschichte der Mathematik in Deutschland” (독일어). 2023년 11월 11일에 확인함.
- von Plato, Jan (2017). 《Saved from the Cellar: Gerhard Gentzen' Shorthand Notes on Logic and Foundations Mathematics》. Springer. ISBN 978-3-319-42119-3.